# هاري فليتشير (لاعب كرة قدم)
هاري فليتشير (بالإنجليزية: Harry Fletcher)‏ هو لاعب كرة قدم بريطاني (وحمل سابقاً جنسية المملكة المتحدة لبريطانيا العظمى وأيرلندا) في مركز مهاجم داخلي، ولد في 13 يونيو 1873 في برمنغهام في المملكة المتحدة، وتوفي في 1923. لعب مع غريمسبي تاون ونادي برينتفورد ونادي فولهام ونوتس كاونتي والرابطة الحادية عشر لكرة القدم ‏.